# Епископ горњокарловачки Теофан
Теофан (рођен као Божидар Живковић; Сремски Карловци, 1825. — Плашки, 21. новембар 1890) је био владика Епархије горњокарловачке од 1874. до 1890. године.

## Младост и школовање
Рођен је у Сремским Карловцима 8. марта 1825. године под именом Божидар. Отац му је као и деда, био варошки лекар. Божидар је рано остао без оца. Након основне школе у Карловцима, похађао је гимназију у Сремским Карловцима (коју је завршио 1842. године) и "филозофију" (више разреде) Сегедину. Студије права завршио је у Бечу, а након тога завршио је и  Карловачку богословију 1847. године.
Након школовања је био професор учитељске школе у Сомбору до мађарске буне 1848. године. Затим постаје професор богословије у Сремским Карловцима. Након револуционарних догађаја Божидар одлази у Беч, где је две године изучавао права, а потом је одлучио да се замонаши.

## Монашење и епископовање
Божидар Живковић је замонашен 1853. године и добио је име Теофан. Одмах након монашења произведен је у чин протођакона. Већ 1858. године постаје архиђакон, 1861. године свештеник синђел, 1864. године протосинђел, а 1866. архимандрит.
Као архимандрит банатског манастира Бездина, у ком је живео 1865-1872. године, Теофан је 1868. године у Темишвару штампао своју књигу Српска народна црква.
Августа 1874. године Теофан Живковић је синодално изабран за епископа горњокарловачког. Био је познат као добар проповедник и обишао је целу своју епархију проповедајући веру народу. Био је један од најобразованијих српских епископа, после Грујића и Анђелића. Велики писац, проповедник и говорник био је истрајан у борби за одбрану српских народних права и народне школе. Одбранио је српски народ у Хрватској од уније у коју је намеравао да је перфидно увуче католички бискуп Штросмајер. Године 1892. у Карловцу су штампане његове проповеди у збирци под именом „Проповедник“.
Проповеди које су остале у рукопису је скупио Манојло Грбић. За Живковића се говорило, према листу "Српски сион": Ретки су говорници тако дубоких и многих мисли, тако бујног и плаховитог осећаја, тако огњеног и ватреног одушевљења и полета, а да никад не оскудевају у речи, изразу и фигури.
Црквено-народни одбор је 1881. године изабрао Теофана Живковић за патријарха карловачког. За избор Теофана је било 53 гласова, док је против било 11 гласова. Међутим аустроугарски двор није хтео да потврди његов избор за патријарха.
Епископ Теофан се бавио и књижевним радом. Он је 1845. године у Српском народном листу објавио песму Србин на Косову. Три године касније је почео да објављује и Српским новинама. У име српске омладине опевао је у посебној књизи дочек војводе Стевана Шупљикца. Редовно је објављивао и политичко-црквене расправе, посланице и беседе.

## Смрт
Боловао је од плућне болести па је напрасно умро на Аранђеловдан 1890. године у Плашком. По сопственој жељи сахрањен је на гробљу у Плашком где му се и данас налази гроб.
Гроб владике Теофана на месном гробљу у Плашком је у марту 2013. године оскрнављен. На његовом гробу је ископана рупа дубине око 1,5 метара, а општинске власти нису дозволиле да буде утврђено да ли су земни остаци извађени из гроба.